# Route of Acceptance
Pour plus de détails, voir Fiche technique et Distribution.
Route of Acceptance est un film canadien réalisé par Heather Tobin sorti en 2012.

## Synopsis
C'est l'histoire d'une jeune lesbienne nommé Ryan, qui doit choisir parmi trois offres faitent par des collèges différents.
Trois univers parallèles vont se dérouler et Ryan y mènera des vies différentes.

## Fiche technique
- Titre : Route of Acceptance
- Réalisation : Heather Tobin
- Scénario : Heather Tobin
- Production : To Each Her Own Films
- Musique :
- Pays d'origine :  Canada
- Langue d'origine : Anglais canadien
- Genre : Drame, romance saphique
- Lieux de tournage :
- Durée : 114 minutes (1 h 54)
- Date de sortie : 
  -  Canada 11 octobre 2012 (Reel Pride Film Festival)
  -  Allemagne 21 octobre 2012 (Lesbisch Schwule Filmtage Hamburg – International Queer Film Festival (de))
  -  Australie 22 février 2013 (Mardi Gras Film Festival (en))
  -  Royaume-Uni 22 mars 2013 (London Lesbian and Gay Film Festival)
  -  Grèce 18 avril 2013 (OutView Film Festival)
  -  Argentine 1er mai 2013 (Festival Internacional de Cine sobre Diversidad Sexual y Género)

## Distribution
- Emily Alatalo : Ryan Stark
- Ry Barrett : Cory
- Wade Gamble : Dave Sweeney
- Yvonne Gauthier : Emily Abbott
- Kelly-Marie Murtha : Kali
- Janice Tate : Helen Stark
- Susan Q. Wilson : Gran